# Emily hurrikán (2005)
Az Emily hurrikán egy 5-ös erősségű vihar volt 2005 júliusában, mely a karibi szigetvilágot érintette a legsúlyosabban, de elért egészen Venezuela partjaiig.
A forgószél leginkább Grenadát sújtotta: a fő szigeten St. Patrick's és St. Andrew's északi településeket, valamint a fő szigettől távolabb eső Carriacou és Petite Martinique szigeteket. A vihar következtében súlyos árvíz sújtotta Trinidad nagy részét. A hurrijkán a Yucatán-félsziget Mexikóhoz tartozó részét is elérte, a Cozumel-szigeten például fákat csavart ki, tetőket bontott meg és áradásokat okozott.
Az Emily hurrikán nagy károkat okozott a Karib-térségben. Bár az anyagi kár jelentős volt, az áldozatok száma mérsékelt volt, mivel időben felkészültek a vihar érkezésére.

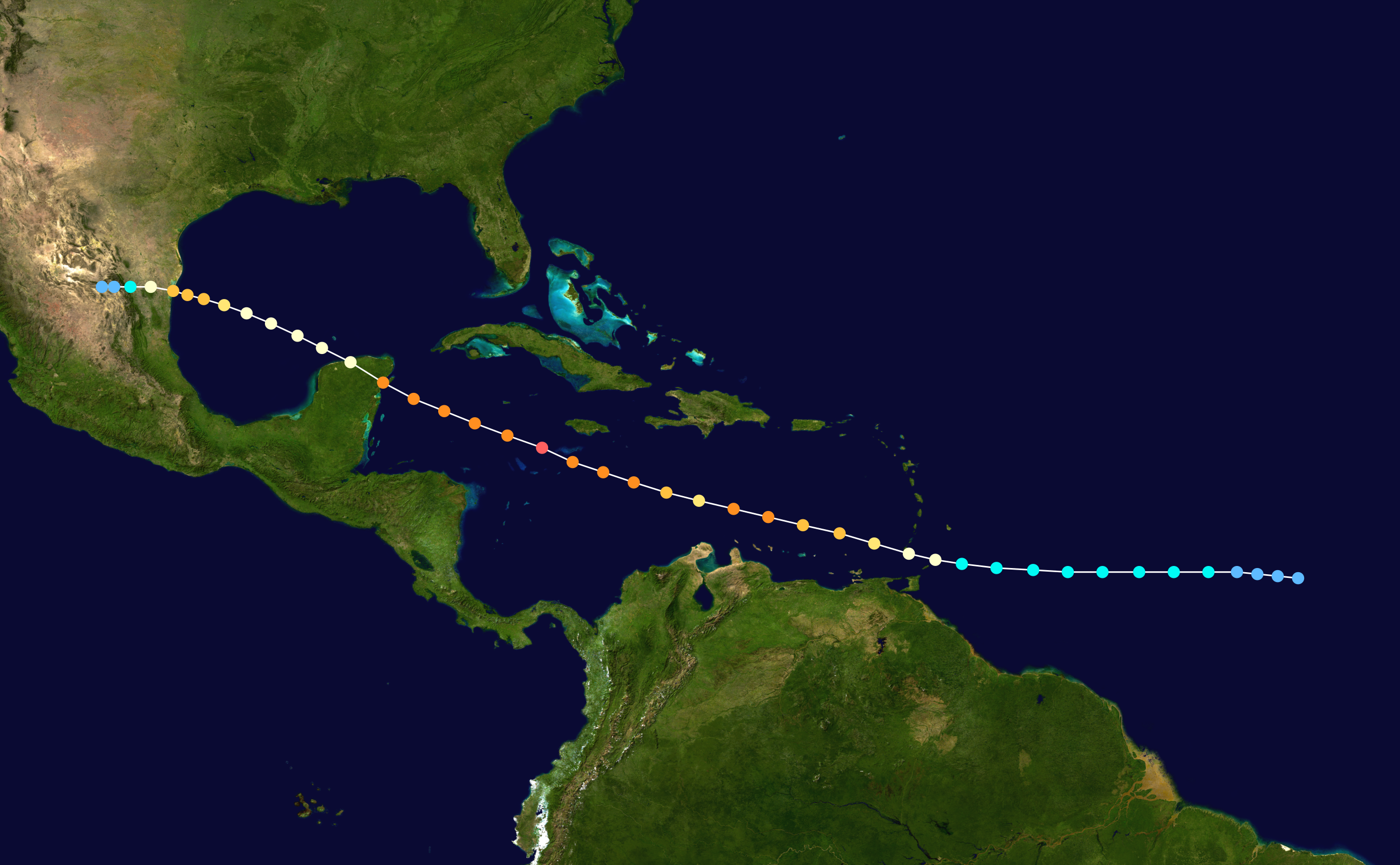
Az Emily útvonala

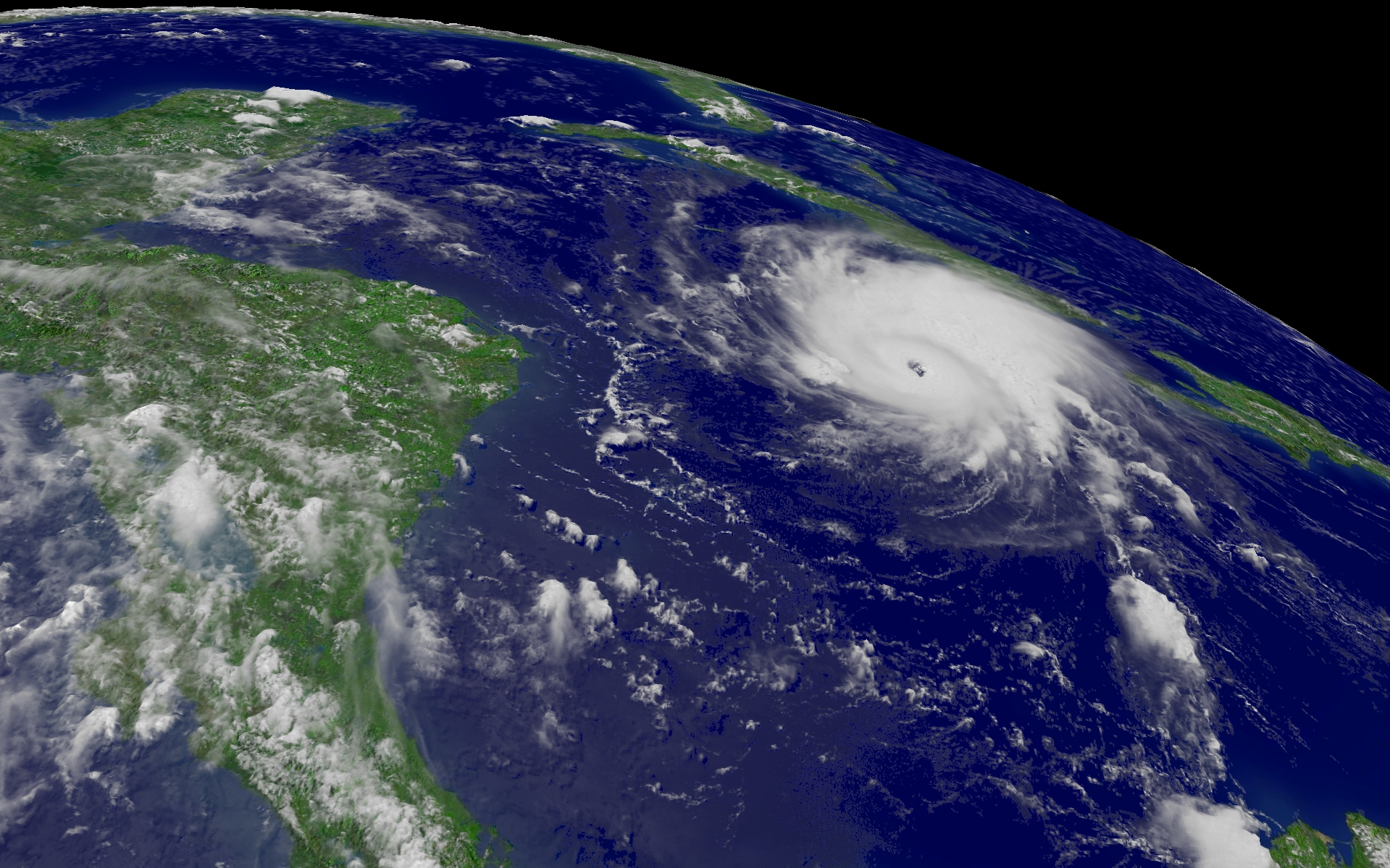
Az Emily az űrből